# Strategic Value Partners
Die Strategic Value Partners, LLC („SVPGlobal“, auch „SVP“) ist eine US-amerikanische Investmentgesellschaft mit Schwerpunkt in den Bereichen Notleidender Kredit und Private Equity. 2001 von Victor Khosla gegründet, verwaltet SVP rund 10 Mrd. US-Dollar Assets under management. Der Hauptsitz ist Greenwich (Connecticut).
Zu den Beteiligungen gehören:
- Klöckner Pentaplast (seit 2012)
- Pfleiderer (Unternehmen) (seit 2019)
- Vestolit (2006–2014)
- APCOA (seit 2023)
- OQ Chemicals (seit 2025)